# Adhemar Gonzaga
Adhemar Gonzaga, né le 26 août 1901 à Rio de Janeiro et mort le 29 janvier 1978 dans la même ville, est un cinéaste et journaliste brésilien.

## Biographie
Adhemar Gonzaga naît le 26 août 1901 à Rio de Janeiro.
Il est l'un des premiers à écrire sur le cinéma en Amérique du Sud, pour les magazines Palcos e Telas et Para Todos.
En 1926, avec Mario Behring, il crée la revue cinearte, puis en 1930 fonde les studios Cinédia.
Adhemar Gonzaga meurt le 29 janvier 1978 dans sa ville natale.

## Filmographie en tant que réalisateur
- Alô! Alô! Carnaval[4].
- Barro Humano[4].
- Acessar todas as obras[4].